# Étienne le Perse
Étienne le Perse (grec moderne : Στέφανος ὁ Πέρσης; mort en 695) est un chef eunuque ainsi que sacellaire de l'Empire byzantin, qui exerce une grande influence ainsi qu'un grand pouvoir pendant le premier règne de Justinien II (r. 685-695, 705-711),. 

## Biographie
Étienne est d'origine perse,. En 694, il reçoit l'ordre de superviser les projets de construction de Justinien II, notamment au Grand Palais de Constantinople,. Les auteurs byzantins postérieurs, dont Nicéphore Ier de Constantinople et Théophane le Confesseur, lui sont hostiles. Plus précisément, Nicéphore décrit Étienne comme étant « seigneur et autoritaire, extrêmement sanguinaire et cruel ». De son côté, Théophane écrit qu'il est d'une extrême cruauté envers les ouvriers affectés aux projets de construction. Il est également dit qu'il est brutal dans son comportement envers la mère de Justinien II, Anastasie. Selon Théophane, il la bat pendant l'absence de Justinien,. En général, il maltraite durement les citoyens de Constantinople, ce qui contribue grandement au mécontentement de la population à l'égard de Justinien II. Il est imité dans ces pratiques par Théodote, le logothète général et autre fonctionnaire influent du règne de Justinien,. 
En 695, Justinien II est renversé par ses propres citoyens et contraint à l'exil. Au cours du chaos qui s'ensuit, une foule en colère capture Étienne, le traîne le long de la Mésè jusqu'au Forum du Bœuf et le brûle vif avec Théodote,.